# ساباردي دجوكو دامونو
ساباردي دجوكو دامونو من مواليد (20 مارس 1940-19 يوليو 2020) هو شاعر إندونيسي معروف بالقصائد الغنائية ، وكان معروف على نطاق واسع على أنه رائد الشعر الغنائي في إندونيسيا.  توفي في جنوب تانجيرانج ، في بانتين في 19 يوليو 2020 بعد صراع طويل مع المرض. 

## الجوائز
حصل ساباردي دجوكو دامونو على عدد من الجوائز تقديراً لعمله.  من بين هؤلاء:
- جائزة 1983
- جائزة مجلس جاكرتا للفنون الأدبية عام 1984
- جائزة جائزة الكتابة SEA عام 1986
- جائزة أحمد بكري للأدب عام 2003. [8]
- جائزة أكاديمي جاكرتا عام 2012

## روابط خارجية
- ساباردي دجوكو دامونو. بكدي سومانتو. 2006
- سمنتو 2006